# Pôle régional des musiques actuelles de La Réunion
Le Pôle régional des musiques actuelles de La Réunion ou PRMA, est une structure à l'échelle régionale de soutien à la filière musique, notamment du point de vue socio-économique, à La Réunion. Il a été créé en 1997 sous la responsabilité d'Alain Courbis.
Il est un intermédiaire de type associatif entre acteurs culturels et collectivités sur des enjeux liés au territoire insulaire de La Réunion et au développement des musiques actuelles. Il instaure un dialogue entre institutions et acteurs culturels, comme « facilitateur ».

## Structure
Le Pôle régional des musiques actuelles est une association loi 1901 créée sur une volonté de la Région Réunion et du Ministère de la Culture (via la Direction des affaires culturelles océan indien) pour promouvoir la musique au moyen de différents leviers :
- la promotion et l'exportation des musiques actuelles et traditionnelles de La Réunion en France métropolitaine, dans la zone Océan Indien mais aussi dans le reste du monde ;
- les actions de formation et de professionnalisation à destination des musiciens et des acteurs de la filière musicale locale ;
- l'accompagnement et conseil pour les porteurs de projets musicaux ;
- l'observation et l'expertise sur l'environnement musical de la région ;
- l'étude, la recherche et la production de niveau scientifique sur le patrimoine des musiques et danses traditionnelles de la Réunion et de l'Océan Indien ;
- la création et le développement d'un label de disques de mémoire, Takamba.

Le Pôle régional des musiques actuelles bénéficie d'un co-financement région/État, respectivement par la Région Réunion et la Direction des affaires culturelles océan Indien.
En 2017, son président est Stéphane Rochecouste, sa directrice est Emmanuelle Sindraye.

## Missions spécifiques
L'action concrète du PRMA s'articule ainsi :
- Soutien au développement des artistes, par le biais de la ressource,

- Aide à l'export,
- Aide et soutien à la mise en image,
- Aide à l'embauche des artistes via le dispositif Tournée Générale.

## Mémoire du patrimoine musical du Sud de l'Océan Indien
Dès 1997, Alain Courbis lance un label qui est partie intégrante du projet de  Pôle régional des musiques actuelles : le label Takamba, référence explicite à la musique du même nom, jouée au n'goni qui était l'instrument fétiche adopté par le musicien et interprète Alain Péters. Le travail de Takamba est constitué par la collecte et la mise en valeur de références ayant échappé souvent au dépôt légal, comme le déclarait Alain Courbis : 
Peu de producteurs ne pensaient à faire ne serait-ce que le dépôt légal de leurs enregistrements, comme cela se fait actuellement avec la BNF. Les Archives Départementales de La Réunion ont commencé à se préoccuper de ce problème depuis seulement quelques années…
Les derniers travaux publiés par le PRMA mettent l'accent sur l'accompagnement à la professionnalisation des artistes ainsi que sur l'exportation et le rayonnement des musiques réunionnaises.
Takamba reste à l'origine du regain de popularité d'Alain Péters (en 2017, les disques Parabolèr et Vavanguèr sont épuisés au catalogue, témoignant de ce succès) mais aussi des grands ségatiers, Jules Arlanda, Loulou Pitou et Benoîte Boulard, Luc Donat, Georges Fourcade ou encore Claude Vinh San, Narmine Ducap.
En 2018, le PRMA réédite en cd le Parabolèr d'Alain Péters avec des variations typographiques de pochette et livret par rapport à la première édition.